# The Wilby Conspiracy
The Wilby Conspiracy é um filme britânico de 1975, gênero suspense, dirigido por Ralph Nelson e escrito por Rodney Amateau, baseado na novela por Peter Driscoll. Ele teve um lançamento limitado nos Estados Unidos.

## Enredo
Um revolucionário negro sul-africano e um inglês branco unem forças para tentar escapar de um policial racista Afrikaner.

## Elenco
- Sidney Poitier como Shack Twala
- Michael Caine como Jim Keogh
- Nicol Williamson como Major Horn
- Prunella Gee como Rina van Niekerk
- Saeed Jaffrey como Dr. Anil Mukarjee
- Persis Khambatta como Dr. Persis Ray
- Rijk de Gooyer como Van Heerden
- Rutger Hauer como Blane van Niekerk
- Patrick Allen
- Helmut Dantine

## DVD
O DVD foi lançado na região 1 em 20 de janeiro de 2004.